# Шерзенфельд, Бригитта Кристина
Бригитта Кристина Шерзенфельд, в замужестве Бернов, Линдстрём, Цимс, Ренат, (швед. Brigitta Kristina Scherzenfeldt; 1684, Беккаскуг (ныне — в лене Сконе), Швеция — 4 апреля 1736, Стокгольм, Швеция) — шведская учительница ткацкого дела, ставшая известной благодаря своим мемуарам о семнадцатилетнем плену в Джунгарском ханстве, проведённом при дворе его правителей Цэван-Рабдана и Галдан-Цэрэна; жена Й.-Г. Рената.

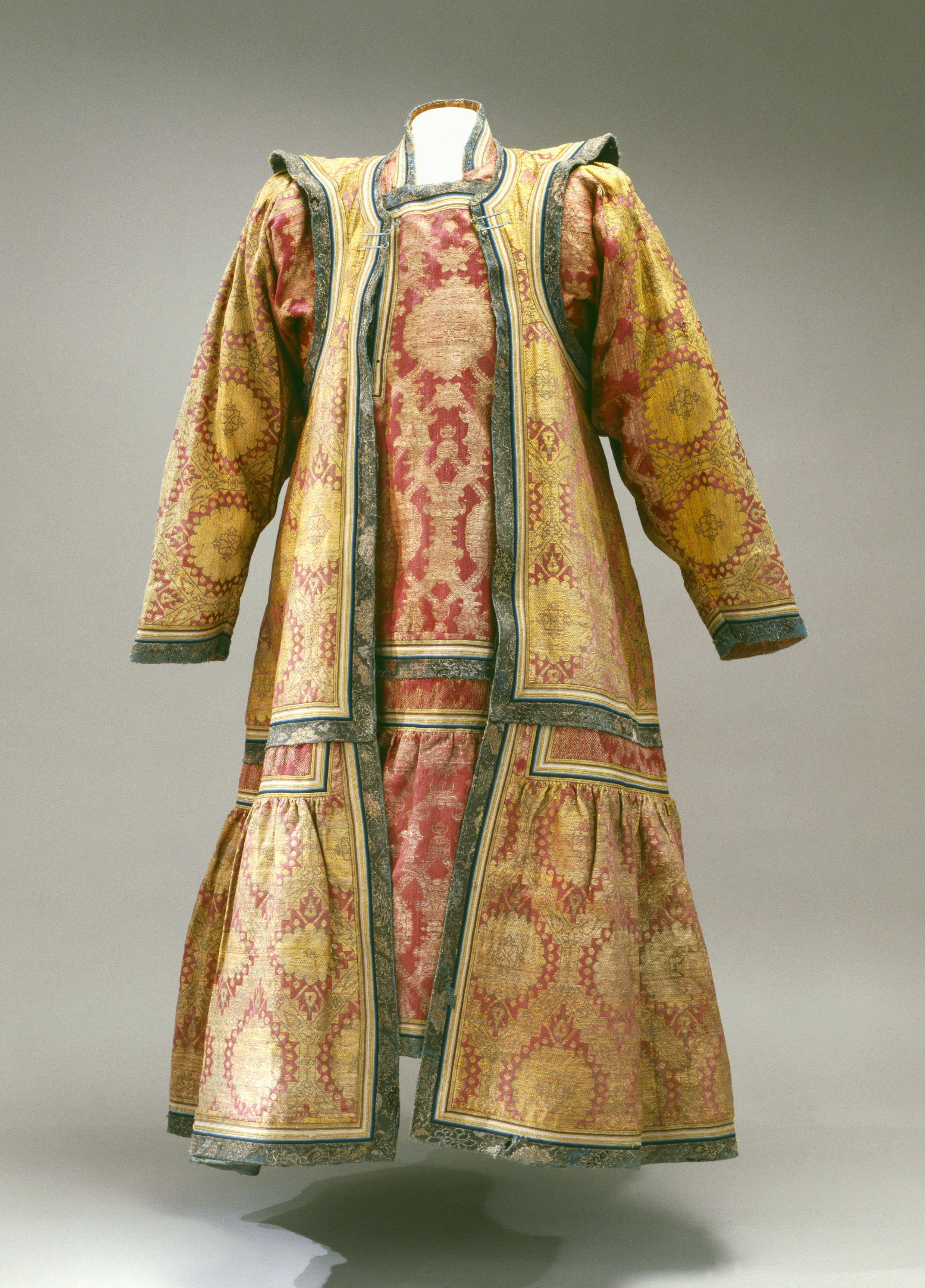
Джунгарский костюм Бригитты Шерзенфельд из музея Livrustkammaren

## Биография
Родилась в поместье Беккаскуг в Сконе в семье лейтенанта Кнута Шерзенфельда и Бригиты Транандер. В 1699 году вышла замуж за военного Матса Бернова и в 1700 году последовала за ним на войну: проживала главным образом в Риге. После гибели мужа в битве под Торунью в 1703 году вторично вышла замуж за офицера Юхана Линдстрёма, но через год, при взятии Нарвы русскими войсками, они оба попали в плен и были переправлены в Москву. В 1711 году вновь овдовела, однако через год ей опять удалось выйти замуж за пленного лейтенанта шведской армии, немца по происхождению Михаэля Цимса. Вскоре вместе с мужем была переправлена в Тобольск.
В 1715 году Цимс поступил на русскую службу и в следующем году был отправлен сибирским губернатором М. П. Гагариным в составе экспедиции, включавшей в себя семьсот человек конвоя, шведских пленных, купцов и промышленников для поддержки гарнизона Ямышевской крепости. В это время джунгарский хунтайджи Цэван-Рабдан, находящийся поблизости с десятитысячным войском и недовольный появлением в регионе русских, отправил начальнику крепости И. Д. Бухольцу требование удалиться. Получив отказ, ночью 10 февраля 1716 года Цэван-Рабдан атаковал крепость, а в 52 верстах от Ямышева озера, у Корякова Яра на Иртыше, окружил и разгромил военный конвой. Муж Бригитты-Кристины погиб в бою, а сама она оказалась в джунгарском плену.
Её связали, надели кандалы и пытались изнасиловать, однако она сопротивлялась настолько отчаянно, что повредила ойрату-насильнику ногу. Тот хотел убить её, но его отговорили, и в конечном итоге её, полуголую, вместе с остальными пленными доставили в долину реки Или, в ханскую ставку в Кульдже и представили лично Цэван-Рабдану. Тот с любопытством расспросил её, почему она так сопротивлялась. Она объяснила ему, что у шведов так делать не принято, и после этого Цэван-Рабдан приказал оградить её от подобных посягательств в будущем и отдал её в служанки собственной жене Сэтэржав, дочери калмыцкого хана Аюки. Вскоре после этого её назначили учительницей ткацкого дела и шитья и приставили в этом качестве к одной из дочерей Цэван-Рабдана Цэцэн. В течение двух лет Бригитта-Кристина ведала закупками княжны Цэцэн в Яркенде; всегда старалась хоть как-то улучшить положение пленных европейцев в Джунгарском ханстве.

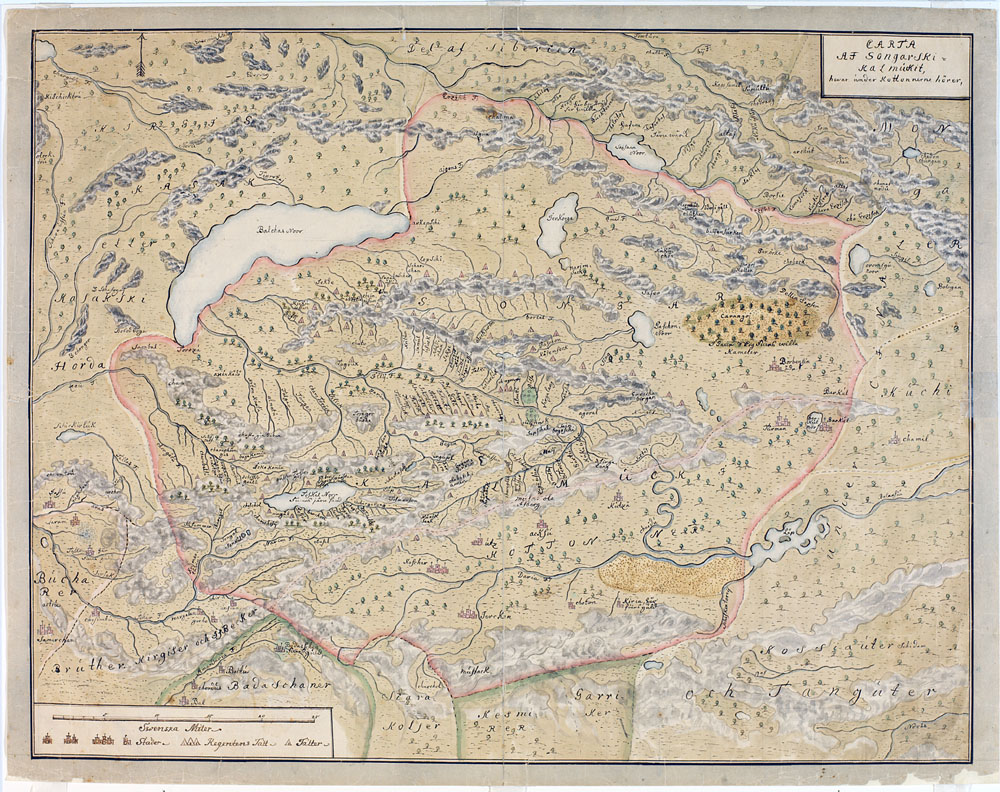
Карта Джунгарии, составленная Й.-Г. Ренатом

В 1723 году Цэван-Рабдан отправил на Волгу посла с предложением просватать дочь за сына Аюки. Для продолжения начатых переговоров с Волги в Джунгарию в 1724 году был послан зайсанг Ехе Абугай сватать дочерей Цэван-Рабдана в жены трем другим сыновьям Аюки, и был тепло встречен в Джунгарии. Цэцэн, готовясь к переезду в Калмыцкое ханство, желала забрать Бригитту-Кристину с собой, однако та, опасаясь, что такой переезд ещё больше отдалит её от возвращения на родину, заключила фиктивный брак с руководившим у джунгар литьём пушек и книгопечатным делом пленным шведским сержантом Й.Г. Ренатом, однажды изготовившим ткацкие станки для её мастерской, и с этим браком покинула двор княжны. Однако в 1727 году, вскоре после приезда очередных послов с Волги, Цэван-Рабдан скончался. Его старший сын Галдан-Цэрэн обвинил в его смерти калмыцких послов, а также свою мачеху Сэтэржав с её дочерьми, якобы пытавшуюся посадить на престол Джунгарского ханства собственного сына. Сэтэржав и её дочерей, в том числе Цэцэн, пытали и казнили, однако Бригитте-Кристине удалось отвести от себя подозрения и даже убедить Галдан-Цэрэна отпустить 134 русских и 19 шведских пленников на свободу.
В 1733 году Бригитта-Кристина и Ренат, освобождённые по принятии в усмотрение его заслуг в изготовлении артиллерии для второй джунгаро-маньчжурской войны, покинули Джунгарию в сопровождении российского посла и трёх служанок из тюркских народов. В Москве Бригита-Кристина рассказала проживавшей там англичанке Вигор о своих злоключениях, и эти её воспоминания вошли в написанную Вигор книгу о России. 
В Москве они наконец обвенчались с Ренатом и были отпущены российскими властями для посещения Швеции, однако, прибыв в Стокгольм в 1734 году, так после этого и не вернулись в Российскую империю. Тюркские служанки Алтан, Яманкис и Сара крестились под именами Анна-Катарина, Мария-Стина и Сара-Грета и стали служанками при чете Ренатов. Через два года, 4 апреля, Бригитта-Кристина скончалась.
Её джунгарский костюм из красного шёлка до сих пор демонстрируется в стокгольмском музее Ливрусткаммарен.

## Образ в художественной литературе
Бригитта Цимс — один из главных персонажей в романе А. В. Иванова «Тобол» (2017) и одноименной экранизации (2019).